# 17 novembre 1959
Le mardi 17 novembre 1959 est le 321e jour de l'année 1959.

## Naissances
- David Clark, rameur américain
- Dimítrios Baxevanákis, personnalité politique grec
- Gilbert, chanteur autrichien
- Guy André, personnalité politique canadienne
- Jaanus Tamkivi, homme politique estonien
- Juan Carlos Rojo, footballeur espagnol
- Margaret Maas, coureuse cycliste professionnelle américaine
- Terry Fenwick, footballeur anglais
- Thomas Allofs, footballeur allemand
- William R. Moses, acteur américain

## Décès
- Heitor Villa-Lobos (né le 5 mars 1887), compositeur, chef d'orchestre et guitariste
- Robert Roth (né le 5 juillet 1898), lutteur suisse

## Événements
- Création de l'entreprise soudanaise Military Industry Corporation